# Oskar Klein
Oskar Benjamin Klein (15 de septiembre de 1894 - 5 de febrero de 1977) fue un físico teórico sueco.
Klein nació en Danderyd fuera de Estocolmo, hijo del rabino principal de Estocolmo, el doctor Gottlieb Klein y Antonie (Toni) Levy. Él se convirtió en un estudiante de Svante Arrhenius en el Instituto Nobel en una edad joven, y fue sobre lo mismo que estudiaba Jean-Baptiste Perrin en Francia cuando estalló la Primera Guerra Mundial  y  fue reclutado en las fuerzas armadas.
Desde 1917 trabajó algunos años con Niels Bohr en la Universidad de Copenhague y recibió su doctorado en la Universidad de Estocolmo en 1921. En 1923 recibió una cátedra en la Universidad de Míchigan en Ann Arbor y se trasladó allí con su esposa recientemente casados, Gerda Koch de Dinamarca. Klein regresó a Copenhague en 1925, pasó algún tiempo con Paul Ehrenfest en Leiden, y luego se convirtió en docente en la Universidad de Lund en 1926 y en 1930 aceptó el ofrecimiento de la cátedra de física en el University College de Estocolmo, que anteriormente había sido ocupada por Ivar Fredholm hasta su muerte en 1927, Klein se retiró como profesor emérito en 1962. Fue galardonado con la medalla Max Planck en 1959.
Se acredita a Klein por inventar parte de la teoría Kaluza-Klein, que las dimensiones extra que puede ser físicamente reales, pero rizadas y muy pequeñas, una idea esencial de la teoría de cuerdas/teoría M.
La Medalla Oskar Klein se entrega anualmente en la Universidad de Estocolmo.
Una colaboración en la investigación sobre física de partículas cósmicas en AlbaNova, Estocolmo fue nombrado en 2008 a uno de 20 nuevos "ambientes Linnaeus" por el Consejo Sueco de Investigación. Esta colaboración entre la Universidad de Estocolmo y la Universidad Tecnológica Real se inauguró oficialmente el 26 de noviembre como Oskar Klein Center. El recién creado centro buscará respuestas a algunas de las preguntas más básicas acerca de cómo funciona el universo.